# Kosîți, Ratne
Kosîți (în ucraineană Косиці) este un sat în comuna Kortelisî din raionul Ratne, regiunea Volînia, Ucraina.

## Demografie
Componența lingvistică a localității Kosîți
     Ucraineană (100%)
Conform recensământului din 2001, toată populația localității Kosîți era vorbitoare de ucraineană (100%).